# Zică ce vor zice (film)
Zică ce vor zice (titlul original: în spaniolă Digan lo que digan) este un film dramatic muzical, de coproducție hispano-argentiniană, realizat în 1968 de regizorul Mario Camus, după o povestire de Horacio Gisado, protagoniști fiind actorii Raphael, Serena Vergano, Ignacio Quirós și Susana Campos.

## Rezumat
Cântărețul Rafael, după mulți ani de despărțire, a decis să-l caute pe Miguel fratele său care era compozitor. Nu s-au mai văzut de mulți ani, iar el ar fi foarte bucuros să-și cunoască fratele. Dar când a zburat din Europa la Buenos Aires, a fost întâmpinat la aeroport nu de Miguel, ci de prietena acestuia Blanca, care îi spune că Miguel este plecat din oraș. Raphael își dă seama la scurt timp că fata ascunde ceva. Apoi începe să-și caute fratele, un celebru pianist și compozitor, dar când îl găsește, descoperă că fratele său nici pe departe nu era cum pretindea, Miguel lucrează acum ca simplu pianist într-un bar...

## Distribuție
- Raphael – Rafael Gandía
- Serena Vergano – Blanca
- Ignacio Quirós – Miguel
- Susana Campos – prietena lui Blanca
- Darío Vittori – Luis
- Hernán Guido – Arencibia
- Aldo Bigatti – Mario
- Alicia Duncan – mătușa lui Blanca
- Héctor Biuchet –
- Ricardo Cánepa –
- Abel Ferrer –
- Emilio Losada –
- Enrique San Miguel –

## Producție
Filmările au fost făcute la Cascada Iguazu, Buenos Aires și în Spania. Partitura filmului a fost compusă de Antón García Abril, iar cântecele au fost scrise de Manuel Alejandro.

## Lansare
Filmul Zică ce vor zice a avut premiera în Madrid, Spania pe data de 14 aprilie 1968.
În România premiera filmului a avut loc la data de 13 februarie 1984 la cinematografele „Favorit”, „Scala” și „Excelsior” din capitală.